# Iouriy Boryskine
Pour les articles homonymes, voir Boryskin.
Iouriy Valentinovitch Boryskine (en ukrainien : Юрій Валентинович Борискін, né le 21 février 1960, mort le 9 novembre 2021) est un commandant militaire des forces armées ukrainiennes.

## Biographie
Il est le fils du lieutenant-général Valentin Boryskin, (02/06/1942 - 01/08/2013). Il a été le commandant de la  22e brigade mécanisée en 1998, de la 24e brigade mécanisée en 2001 et 2002 puis du 6e corps d'armée. Depuis 2006 il est au Commandement opérationnel occidental des forces armées ukrainiennes.
Il est mort du Covid-19.